# Anne Ratier
Pour les articles homonymes, voir Ratier.
Anne Ratier (née Gallego) est une mère filicide et une militante pro-euthanasie, auteure de l'autobiographie J'ai offert la mort à mon fils qui raconte pourquoi et comment elle a tué son fils polyhandicapé Frédéric en 1987, alors âgé de 3 ans. Fortement médiatisée en France à partir de mars 2019, elle défend un qualificatif d'euthanasie pour ce meurtre, décidé avec l'accord de son mari, lors de ses interventions médiatiques, relançant le débat sur l'euthanasie en France. 

## Biographie
Née Gallego, elle est la fille d'Emmanuel, immigré politique espagnol, et de Colette, française. Anne Ratier suit une formation d’égyptologue à l'école du Louvre. Elle vit dans l'Aveyron au moment de la publication de J'ai offert la mort à mon fils mais a vécu à Toulouse entre 1989 et 2017
. Elle est la mère de trois enfants, dont Frédéric, son premier-né. Elle accouche de ce dernier en 1984, le décrivant en interview et dans son livre comme mort-né, puis réanimé par une équipe médicale, et demeurant dans un état « végétatif », avec un cerveau « en grande partie détruit » et de l'épilepsie,. Refusant qu'il soit envoyé dans un centre spécialisé, elle le tue avec préméditation par administration d'une surdose de neuroleptiques, ce qui provoque un coma de trois jours, puis la mort de Frédéric le 2 novembre 1987. 

### Rédaction et publication deJ'ai offert la mort à mon fils
En 1991, elle entame la rédaction d'un ouvrage. Elle explique avoir trouvé un éditeur intéressé en 1994, mais que ce dernier a finalement renoncé à la publication pour la protéger elle et son entourage,. Son livre J'ai offert la mort à mon fils sort après la fin du délai de prescription pour meurtre, le 13 février 2019. Elle témoigne en ces termes : « Je pense que c’est très important pour mon fils, qui ne pouvait pas parler, qui ne pouvait pas s’exprimer que de dire que, vraiment, la vie on ne pouvait pas la vivre à tout prix, et qu’il y avait pire que mourir. Parfois, c’était vivre dans un état végétatif, ou lourdement handicapé… Sans jamais avoir conscience de vivre vraiment ». Elle explique concevoir le fait d'offrir la mort comme « un cadeau, le dernier cadeau », dans ce qu'elle décrit comme un « geste d'amour », estimant qu'elle n'avait « pas d'autre solution », et a fait le bon choix.

## Médiatisation
Elle se fait connaître le 4 février 2019 en participant à une interview avec Marc-Olivier Fogiel sur RTL, et avec la mise en ligne d'une vidéo le 4 mars 2019 sur Konbini par le journaliste Hugo Clément,. Cette vidéo est vue 2,5 millions de fois en 24 heures.
Anne Ratier participe aussi, le 13 mars 2019, à l'émission Les Grandes Gueules sur RMC, puis le 21 mars 2019 à une interview sur Europe 1 avec Christophe Hondelatte (rediffusée le 14 août 2019) ; et le 25 mars à une autre interview sur la Radio télévision suisse.
En mai 2019, elle adresse une lettre de soutien à l'épouse de Vincent Lambert.

## Réactions
La vidéo d'interview d'Anne Ratier sur Konbini suscite des réactions contrastées de la part d'internautes et de personnalités politiques françaises, relançant le débat sur l'euthanasie en France après l'affaire Vincent Humbert. Sont en particulier débattues la légitimité et la prescription de l'acte,.

### Réactions de politiques
Le 6 mars 2019, Adrien Taquet, chargé de la protection de l'enfance, décrit l'interview sur Konbini comme un acte « consternant sur la forme, inadmissible sur le fond. Quand plus d’un enfant meurt tous les cinq jours sous les coups d’un membre de sa famille, on ne banalise pas ces crimes. Rien ne justifie de tuer un enfant ». Le même jour, Corinne Husse, vice-présidente de l'Unapei, déclare : « Nous ne pouvons accepter de tels actes, en France ou ailleurs. Il est absolument nécessaire de soutenir l’enfant handicapé et aussi la famille. Mais, fondamentalement, toute vie vaut la peine d’être vécue, et personne n’a le droit de prendre ou reprendre la vie d’un autre ». 
Le 7 mars 2019, la secrétaire d'état aux personnes handicapées Sophie Cluzel se déclare choquée par la mise en scène de la vidéo. La ministre de la santé Agnès Buzyn déclare le lendemain que « rien ne peut justifier que l'on puisse donner la mort à un enfant ». 

### Autres réactions
Les propos d'Anne Ratier ont suscité de vives condamnations par des militants des droits des personnes handicapées, notamment de la part de l'avocate et militante Elisa Rojas,. Ils dénoncent un acte médiatique, dans un but commercial de promotion de son ouvrage, et une apologie du meurtre.
Des internautes, majoritairement concernés par le handicap, ont lancé le hashtag #BoycottAnneRatier pour défendre la qualification de meurtre, et rappeler que le handicap de la victime ne modifie pas cette qualification des faits. Ils rédigent aussi une tribune, intitulée « Nous, handi(e)s, nous voulons vivre ».
La démarche d'Anne Ratier a aussi suscité des réprobations dans les milieux chrétiens,,. Le philosophe et éthicien chrétien Damien Le Guay dénonce sa promotion militante de l'euthanasie, une manipulation d'éléments de langage, et la complaisance médiatique envers des cas particuliers, visant selon lui à influencer médiatiquement le débat politique sur l'euthanasie. Sans juger la démarche d'Anne Ratier, deux experts judiciaires s'interrogent sur « l'opportunité d’en faire un livre si longtemps après les faits ».
Le journaliste Paul Sugy souligne qu'Anne Ratier demande l'ouverture de l'euthanasie pour les mineurs, et d'un droit pour des parents d'enfants handicapés à mettre un terme à la vie de leur progéniture ; il remarque que ni le député Jean-Louis Touraine, ni le président de l'Association pour le droit de mourir dans la dignité Jean-Luc Roméro, n'ont condamné cette demande.

### Réponses d'Anne Ratier
Anne Ratier a répondu à la ministre Sophie Cluzel qu'elle « se trompe de débat », ajoutant : « mon histoire c’est celle de l'euthanasie. Même si j’avais été très bien accompagnée, j’aurais fait ce choix pour mon fils Frédéric ».
Elle réagit à la polémique soulevée par les personnes handicapées sur RMC et sur la RTS, en déclarant qu'elle « ne parle pas pour blesser les handicapés », mais transmet son expérience,.

## Qualification et procédure judiciaire
Comme le précise Sophie Cluzel dans sa réponse, le témoignage d'Anne Ratier ne permet pas d'invoquer l'euthanasie, car Frédéric n'était pas agonisant lorsqu'il a été tué par sa mère. Agnès Buzyn a déclaré que « La loi Leonetti qui est une loi sur la fin de vie permet d'accompagner les personnes à l'agonie si elles ont exprimé leur désir d'être accompagnées. Ce n'est pas une loi qui s'applique à cet enfant parce qu'il n'était pas agonisant, il était tout simplement lourdement handicapé. Aujourd'hui, il n'y a pas de loi, en Belgique ou en France, qui aurait permis d'accompagner autrement cet enfant ».
Dans la vidéo de Konbini, il est affirmé que le délai de prescription judiciaire pour ce type de meurtre serait de 30 ans. En réponse, Libération et France Télévision ont publié des analyses juridiques expliquant que le meurtre d'Anne Ratier serait en réalité prescrit depuis 2012,,. Deux experts judiciaires estiment, sur le site du Dalloz, que les faits détaillés par Anne Ratier dans son livre ne peuvent donc plus être poursuivis.

## Publications
- Un Homme simple, Biarritz, Atlantica, 2007, 211 p.[38]  (ISBN 978-2-84394-956-2)
- Un aller pour Suriki, 22 mai 2018, Kindle (nouvelles précolombiennes)[1]
- J'ai offert la mort à mon fils, Bernay, City éditions, février 2019, 224 p. (ISBN 978-2-8246-1406-9, BNF 45673561)